# Romance of a Fishermaid
Romance of a Fishermaid è un cortometraggio muto del 1909 diretto da Fred J. Balshofer e Charles K. French. Balshofer, capo degli studi Bison, firmò anche la fotografia, mentre French, oltre alla regia, appare nei credits anche come interprete e soggettista.

## Produzione
Il cortometraggio fu prodotto dalla Bison Motion Pictures per la New York Motion Picture. Secondo la filmografia IMDb, è il secondo film prodotto dalla Bison, un nuovo studio di produzione fondato dalla casa madre New York Motion Picture, specializzato in western.

## Distribuzione
Distribuito dalla New York Motion Picture, il film - un cortometraggio in 240,5 metri - uscì nelle sale cinematografiche statunitensi il 28 maggio 1909.